# Georgios Akropolites
Georgios Akropolites (1217 nebo 1220 – 1282) byl byzantský státní úředník, profesor a historik.

## Život
Narodil se v rodině vysokých státních úředníků původem z Konstantinopole. Po studiu v Nikaii nastoupil na dvoře císaře Ioanna III. Vatatza jako vychovatel jeho syna Theodora II. Laskarise. Poté, co Theodor nastoupil na trůn, byl Georgios jmenován logothetem a praitorem a jeho úkolem bylo dohlížet na císařské oddíly v Makedonii. Po dobytí Konstantinopole jej Michael VIII. Palaiologos povýšil na megas logotheta. Ještě za svého působení v Nikaii byl pověřen vedením diplomatických poselství. V roce 1274 se z pověření císaře zúčastnil 2. lyonského koncilu, kde se jménem svým i císařovým zavázal uznat postavení papeže jako hlavy celé církve. Po návratu do Konstantinopole jej císař pověřil vedením a obnovením vysoké školy, na které učil filosofii a matematiku. Zde se také věnoval tvorbě spisů. Tím nejvýznamnějším bylo historické dílo nazvané Chronike syngrafe, v němž navázal na dílo Nikety Chroniata a zabýval se zde dobou mezi léty 1203 a 1261.
V jeho stopách pak pokračoval jeho syn Konstantinos Akropolites, zakladatel kláštera při chrámu Anastasis a autor ikony Matky Boží s dítětem (dnes v Treťjakovské galerii v Moskvě).